# Bahujan Samaj de Jammu i Caixmir
Bahujan Samaj de Jammu i Caixmir és una secció del partit Bahujan Samaj Party de l'Índia (Partit de la Societat Majoritària) a Jammu i Caixmir que es mobilitza activament a les eleccions a la zona de Jammu on té la seu. Defensa els interessos de les castes inferiors, els intocables. És la comunitat menys afectada per l'emigració.